# Cesare Campagnoli
Cesare Campagnoli (Milano, 10 febbraio 1934 – Mede, 4 febbraio 2011) è stato un calciatore italiano che ha ricoperto il ruolo di mezzala destra negli anni cinquanta e sessanta.

## Carriera

### Calciatore

#### Primi anni
Cresce nelle giovanili dell'Inter, che per fargli fare esperienza lo cede in prestito al Vigevano e poi in Serie B, prima all'Alessandria (8 reti in 32 presenze), quindi al Lanerossi Vicenza. Con i veneti nella stagione 1954-55 centra, contribuendo con 3 reti in 26 presenze, il primo posto fra i cadetti, con conseguente promozione in Serie A.

#### Inter
L'Inter lo riporta alla base per la stagione 1955-1956 e l'inizio è molto promettente, con una doppietta alla seconda giornata proprio contro il Lanerossi. Quelle reti restano le uniche realizzate in campionato da Campagnoli, che totalizza 17 presenze complessive. Va a segno anche nell'incontro di Coppa delle Fiere nella trasferta del 6 giugno 1956 contro la selezione di Zagabria, rete storica in quanto è la prima realizzata da un italiano nella competizione antenata della Coppa UEFA.
Nell'annata successiva gli spazi per emergere in prima squadra si riducono ulteriormente e viene schierato in sole 5 occasioni, andando a segno due volte.

#### Serie B
A fine stagione l'Inter lo cede definitivamente al Modena, in Serie B, categoria nella quale Campagnoli prosegue l'attività vestendo anche le maglie di Como e Monza, prima di chiudere la carriera, compromessa da vari infortuni, nel 1965.
Ha totalizzato complessivamente 22 presenze e 4 reti in Serie A e 238 presenze e 37 reti in Serie B.

### Allenatore
In seguito allena il Derthona, con cui nel 1972 lotta per la promozione in serie B, il Fanfulla, la Sanremese, il Sant'Angelo Lodigiano, lanciando Renzo Garlaschelli che in seguito vincerà lo scudetto con la Lazio, la Vogherese e la Medese. Conclude la sua carriera collaborando con alcune delle migliori società milanesi del settore giovanile.
Muore il 4 febbraio 2011 all'ospedale di Mede, in Lomellina, pochi giorni prima del suo 77-esimo compleanno.

## Palmarès
- Campionato italiano di Serie B:  1ª classificata, promossa in serie A,

L.R. Vicenza: 1954-55